# Чикалун (Аляска)
Чикалун (англ. Chickaloon) — переписна місцевість (CDP) в США, в окрузі Матануска-Сусітна штату Аляска. Населення — 254 особи (2020).

## Географія
Чикалун розташований за координатами 61°48′1″ пн. ш. 148°22′17″ зх. д. / 61.80028° пн. ш. 148.37139° зх. д. (61.800275, -148.371464).  За даними Бюро перепису населення США в 2010 році переписна місцевість мала площу 175,77 км², з яких 173,64 км² — суходіл та 2,13 км² — водойми.

## Демографія
Згідно з переписом 2010 року, у переписній місцевості мешкали 272 особи в 123 домогосподарствах у складі 77 родин. Густота населення становила 2 особи/км².  Було 251 помешкання (1/км²).
Расовий склад населення:
| - 86,4 % — білих - 6,3 % — корінних американців - 0,7 % — азіатів |

До двох чи більше рас належало 6,3 %. Частка іспаномовних становила 1,5 % від усіх жителів.
За віковим діапазоном населення розподілялося таким чином: 18,0 % — особи молодші 18 років, 70,2 % — особи у віці 18—64 років, 11,8 % — особи у віці 65 років та старші. Медіана віку мешканця становила 48,8 року. На 100 осіб жіночої статі у переписній місцевості припадало 109,2 чоловіків;  на 100 жінок у віці від 18 років та старших — 112,4 чоловіків також старших 18 років.
Середній дохід на одне домашнє господарство  становив 66 539 доларів США (медіана — 40 893), а середній дохід на одну сім'ю — 91 852 долари (медіана — 97 917). За межею бідності перебувало 13,5 % осіб, у тому числі 29,4 % дітей у віці до 18 років та 10,5 % осіб у віці 65 років та старших.
Цивільне працевлаштоване населення становило 118 осіб. Основні галузі зайнятості: освіта, охорона здоров'я та соціальна допомога — 26,3 %, публічна адміністрація — 21,2 %, мистецтво, розваги та відпочинок — 14,4 %, будівництво — 12,7 %.